# 24944 Harish-Chandra
24944 Harish-Chandra è un asteroide della fascia principale. Scoperto nel 1997, presenta un'orbita caratterizzata da un semiasse maggiore pari a 2,6906661 UA e da un'eccentricità di 0,1668258, inclinata di 4,59010° rispetto all'eclittica.